# Gustave Ribaud
Gustave Marcel Ribaud (* 9. Januar 1884 in Conflans-sur-Lauterne; † 8. Oktober 1963 in Straßburg) war ein französischer Physiker, der sich mit Thermodynamik befasste.
Ribaud ging in Belfort und Nancy zur Schule und studierte ab 1906 an der École normale supérieure (Paris). 1909 erhielt er sein Lizenziat und seine Agrégation in Physik. Danach war er Lehrer am Lyzeum in Chartres, bevor er 1912 Präparator an der ENS wurde. Im Ersten Weltkrieg war er Soldat, was er bis 1919 blieb, zuletzt in einer Einheit zur Schallortung. Er wurde 1919 bei Aimé Cotton promoviert mit einer Dissertation über Lichtabsorption in Gasen.  Danach war er Maître de conférences an der Universität in Straßburg, an der er 1928 Professor wurde. Ab 1933 war er auf einem eigens für ihn geschaffenen Lehrstuhl für hohe Temperaturen an der Universität Paris, den er bis zu seiner Emeritierung 1954 innehatte. Er forschte aber weiter für das CNRS in einem für ihn geschaffenen Labor für Thermodynamik.
Ribaud befasste sich zunächst (in seiner Dissertation und danach) mit kontinuierlichen Absorptionsspektrum in Gasen, wobei er mit Robert Williams Wood zusammenarbeitete (Veröffentlichungen 1914 im Journal de Physique und Philosophical Magazine). In Straßburg befasste er sich mit der Erzeugung hoher Temperaturen in Induktionsöfen (Aufsätze im Journal de Physique 1923, 1925, 1932).
Er befasste sich auch mit der theoretischen Analyse von Wärmeausbreitung und behandelte praktische Probleme wie die Erwärmung von Schneidwerkzeugen, Transport in Fernwärmeleitungen, dem Zug von Schornsteinen.
1921 heiratete er die Gymnasialprofessorin Alberte Huntzbüchler.
Er war seit 1947 (als Nachfolger von Paul Langevin) Mitglied der Académie des Sciences. 1954 erhielt er den Prix des trois physiciens, 1926 den Prix Henri de Parville der Académie des Sciences, 1931 deren Prix Hébert und 1942 deren Prix Marquet.  Er war Präsident der Société française de physique.
Ribaud wirkte auch als Industrieberater unter anderem für Gaz de France, Société de l'Air Liquide und die Glaswerke in Saint-Gobain.

## Schriften (Auswahl)
- Le rayonnement des corps non noirs, Gauthier-Villars 1929
- Constantes thermodynamiques des gaz aux températures élevées, Paris, Service de documentation et d'information technique de l'aéronautique, Impr. S.D.I.T., 1952
- Les hautes températures, Paris, Alcan, 1939
- Mesure des températures, Paris, Armand Colin, 1958
- Traité de pyrométrie optique, Éditions de la Revue d'optique théorique et instrumentale, 1931